# 井深彦三郎
井深 彦三郎（いぶか ひこさぶろう、慶応2年8月2日〈1866年9月10日〉- 大正5年〈1916年〉4月4日）は、日本の政治家、大陸浪人。明治時代の陸軍工作員であり、衆議院議員当選1回。旧会津藩士族の出身で、兄に松平容保の小姓から後に宣教師、明治学院総理となった井深梶之助、娘にハンセン氏病患者の救済に尽くした井深八重がいる。

## 略歴
会津九家井深家の分家の出身である。父は藩校・日新館の学頭（校長）でもあった井深宅右衛門、母は会津藩家老・西郷頼母近思の娘であり西郷頼母近悳の実妹に当たる八代子。三男の彦三郎は分家の井深守之進家で養子となる。従兄弟には山田重郎、佐瀬（一瀬）熊鉄、西郷四郎らがいる。彦三郎2歳の時に戊辰戦争が勃発、敗れた会津藩は斗南に移され、貧困の内に幼少期を過ごす。
後、上京し築地にて英語を学び（明治16年から17年頃といわれる）、1886年（明治19年）には妻の兄である荒尾精に共鳴して中国に渡り、以後は語学を活かし日清戦争では第一軍司令部通訳官、日露戦争でも軍務に従事し、戦後は清政府に顧問として迎えられ満州開発に従事する。また一種の工作員（軍事探偵）として活動したとも考えられている。
大陸運動と係わりがあり、柔道家西郷四郎の講道館出奔に影響を与え、後に東洋日の出新聞の同人となる鈴木天眼に紹介したことでも知られている。
1912年（明治45年）5月15日に、福島県郡部から第11回衆議院議員総選挙に出馬し衆議院議員に当選した。
1916年（大正5年）4月4日、北京にて51歳で死去。墓所は青山霊園。
彦三郎は終生中国に関心を持ち、全く家庭を顧みなかった。そのため、後にハンセン氏病を発病した（後に誤診と判明）娘の八重は一時悲惨な境遇に置かれることとなる。